# Karla Cristina Martins da Costa
Karla Cristina Martins da Costa (Brasilia, 25 settembre 1978) è una cestista brasiliana.

## Carriera
Con il Brasile ha disputato tre edizioni dei Giochi olimpici (Atene 2004, Pechino 2008, Londra 2012) e due dei Campionati americani (2007, 2013).